# L'Irrésistible North
Pour les articles homonymes, voir North.
 (septembre 2024).
Si vous disposez d'ouvrages ou d'articles de référence ou si vous connaissez des sites web de qualité traitant du thème abordé ici, merci de compléter l'article en donnant les références utiles à sa vérifiabilité et en les liant à la section « Notes et références ».
Pour plus de détails, voir Fiche technique et Distribution.
L'Irrésistible North (North) est un film américain réalisé par Rob Reiner et sorti en 1994. Cette comédie, mêlant drame et fantastique, est une adaptation du roman North: The Tale of a 9-Year-Old Boy Who Becomes a Free Agent and Travels the World in Search of the Perfect Parents d'Alan Zweibel.
Le film reçoit à sa sortie des critiques très négatives et est l'un des films les moins appréciés par la critique américaine.

## Synopsis
Le jeune North est un garçon brillant mais ses parents ne se montrent pas assez attentionnés envers lui. Il décide de trouver d'autres parents.

## Fiche technique
- Titre français : L'Irrésistible North
- Titre français alternatif pour la sortie en DVD : Un nouveau… camarade !
- Titre original : North
- Réalisation : Rob Reiner
- Scénario : Alan Zweibel et Andrew Scheinman, d'après le roman d'Alan Zweibel
- Musique : Marc Shaiman
- Photographie : Adam Greenberg
- Montage : Robert Leighton
- Décors : J. Michael Riva
- Costumes : Gloria Gresham
- Production : Rob Reiner et Alan Zweibel
  - Producteur délégué : Andrew Scheinman et Jeffrey Stott
- Sociétés de production : Castle Rock Entertainment, Columbia Pictures Corporation et New Line Cinema
- Distribution :
  - Cinéma : Ariane Distribution ( France), Columbia Pictures ( États-Unis)
  - VHS : Film Office ( France), Sony Pictures Home Entertainment ( États-Unis)
- Pays de production :  États-Unis
- Genre : Comédie dramatique, aventure, fantastique
- Durée : 87 minutes
- Format : couleurs (Technicolor) - son : Dolby - SDDS
- Budget : 40 millions de dollars
- Dates de sortie :
  - États-Unis : 22 juillet 1994
  - France : 9 août 1995
  - États-Unis : 19 septembre 1995 (sortie vidéo)

## Distribution
- Elijah Wood (VQ : Martin Pensa) : North
- Bruce Willis (VF : Marc Bretonnière ; VQ : Jean-Luc Montminy) : le narrateur (voix)
- Jason Alexander (VF : Jacques Bouanich ; VQ : Marc Bellier) : le père de North
- Julia Louis-Dreyfus (VF : Marie Vincent) : la mère de North
- Marc Shaiman : le joueur du piano
- Jussie Smollett (VF : Christophe Lemoine) : Adam
- Taylor Fry : Zoe
- Alana Austin : Sarah
- Alan Zweibel : le coach
- Scarlett Johansson : Laura Nelson
- Dan Aykroyd (VF : Richard Darbois) : Pa Tex
- Jon Lovitz (VF : Jean-Claude Donda ; VQ : Manuel Tadros) : Arthur Belt
- Graham Greene (VQ : Jean-Marie Moncelet) : le père de l'Alaska
- Kathy Bates (VQ : Madeleine Arsenault) : la mère de l'Alaska
- Abe Vigoda (VF : André Valmy ; VQ : Jean-Louis Roux) : le grand-père de l'Alaska
- Alan Arkin (VQ : Daniel Roussel) : le juge Buckle
- Kelly McGillis : la mère amish
- Helen Hanft

### Voix
- Bob Newhart : Bernard
- Eva Gabor : Bianca
- Lacey Chabert : Sonja
- Tia Carrere : Julie
- Jim Cummings : Ollie
- Corey Burton : M. Chairmouse
- Alan Cumming : le garçon
- Tress MacNeille : Mme Tremaine
- Ed Gilbert : Boris l'Aigle
- Jack Angel, Philip Proctor et Cheech Marin : Jake, Jeff et Frank les trois lapins
- Robert Rodriguez : Jacky le cygne neigeux
- Bryan Adams : Robert l'oie
- Mark Mancina : Florentino l'ours polaire
- Frank Welker : l'élan

## Production
Le tournage a lieu à Kauai (Hawaï), Alaska, Beverly Hills, Los Angeles, Mount Rushmore National Memorial (Keystone), New York.

## Distinctions

### Récompense
- 1995 : Young Artist Award pour Matthew McCurley

### Nominations
- 1995 : nominations aux Young Artist Awards pour le film et pour Elijah Wood
- 1995 : 6 nominations aux Razzie Awards
- 1995 : nomination aux Saturn Awards pour Elijah Wood

## Autour du film
- Scarlett Johansson joue son premier rôle dans ce film.
- Les célèbres critiques américains Roger Ebert et Gene Siskel ont élu L’Irrésistible North pire film de la décennie 1990.
- Le critique The Nostalgia Critic a attribué à ce film le prix de la « pire blague de tous les temps ».
- Kelly McGillis tient ici le rôle d'une amish après Witness, sorti en 1985.